# Местни избори в България
Местните избори в България са всички избори във всички общини в България за общински съветници и кметове на общини, райони и кметства, провеждани в съответствие с действащия изборен кодекс (ИК в сила от 02.08.2019 г.).
Редовните местни избори са през 4 години. Провеждат се в 2 тура в неработен ден, традиционно в 2 поредни недели. В първия тур се избират кмет и общински съвет, а във втория (наричан още балотаж) – кмет в общините, където никой от кандидатите не е избран с повече от 50 % от подадените валидни гласове в първия тур. Според чл. 399, ал. 3 в разпределението на мандатите участват партиите, коалициите и независимите кандидати, получили действителни гласове не по-малко от общинската избирателна квота. Датите за изборите се определят с указ на президента на България, който се обнародва в Държавен вестник, не по-късно от 60 дни преди изборния ден.
Основният държавен орган, който подготвя и организира провеждането на местните избори в България, е Централната избирателна комисия (ЦИК).

## Хронология
- Местни избори в България (1991)
- Местни избори в България (1995)
- Местни избори в България (1999)
- Местни избори в България (2003)
- Местни избори в България (2007)
- Местни избори в България (2011)
- Местни избори в България (2015)
- Местни избори в България (2019)
- Местни избори в България (2023)
- Местни избори в България (2027)
- Местни избори в България (2031)